# クイズでGo! ローカル線の旅
クイズでGo! ローカル線の旅（クイズでゴー ローカルせんのたび）は、NHKテレビで2008 - 2011年度まで不定期放送されていた旅バラエティ番組である。

## 概要
NHKの局アナウンサーと3名のゲスト解答者が、全国各地の鉄道ローカル線に揺られながら、途中各所で出題される問題に挑むという公開番組。
解答者は各自で、列車の同乗客や地元住民に正解のヒントを聞きに行けることが多い。問題が出題されると「クイズでゴー」と全員で振り付きで唱える。最も多く点を稼いだゲストにはその路線に因んだ賞品、もしくはトロフィーが贈られる。

## 放送日時・舞台・出演者
| 回 | 放送日（JST）  | 舞台路線                         | ゲスト                           | 優勝者             |
| -- | -------------- | -------------------------------- | -------------------------------- | ------------------ |
| 1  | 2008年8月4日   | 三陸鉄道・北リアス線             | ビビる大木、山本梓、渡辺徹       | 山本梓             |
| 2  | 2008年12月20日 | JR九州・指宿枕崎線               | ビビる大木、夏川純、三田村邦彦   | 三田村邦彦         |
| 3  | 2009年5月8日   | 天竜浜名湖鉄道・天竜浜名湖線     | 石田純一、熊田曜子、原口あきまさ | 石田純一           |
| 4  | 2009年8月10日  | JR北海道・花咲線（根室本線）     | 渡辺徹、安田美沙子、はなわ       | 渡辺徹、はなわ     |
| 5  | 2009年12月23日 | 長良川鉄道・越美南線             | 西城秀樹、磯山さやか、ビビる大木 | 西城秀樹           |
| 6  | 2010年3月19日  | JR西日本・きのくに線（紀勢本線） | 片岡鶴太郎、大沢あかね、佐野和真 |                    |
| 7  | 2010年8月28日  | 土佐くろしお鉄道・中村線&宿毛線  | 榊原郁恵、石塚英彦、鈴木亮平     | 石塚英彦、鈴木亮平 |
| 8  | 2011年1月6日   | JR九州・日南線                   | 渡辺正行、安達祐実、崎本大海     | 渡辺正行           |
| 9  | 2011年5月4日   | 伊豆急行線                       | 高橋英樹、堀ちえみ、東貴博       | 高橋英樹、堀ちえみ |
| 10 | 2011年8月5日   | JR北海道・釧網本線               | 片岡鶴太郎、南明奈、U字工事      | U字工事            |
| 11 | 2011年9月22日  | JR西日本・山口線                 | 渡辺徹、ワッキー、misono         | 渡辺徹             |
| 12 | 2012年1月6日   | 北近畿タンゴ鉄道宮津線           | 中村橋之助、中川家礼二、神戸蘭子 | 中川家礼二         |

進行担当アナウンサー
- 第1回：塚原愛
- 第2回以降：神田愛花

ナレーション
- 大森章督

## その他
番組が通常地域枠となっている金曜日に編成された場合、地域によっては別の番組が編成されたり、再放送も行われなかったりする場合がある。その場合、後日、週末の夕方に再放送される場合が多いが、放送は関東地方と一部地域で、関西などでは2009年まで一度も再放送されたことがなかった。
神田の初任地福岡局が管轄する九州沖縄では、『九州沖縄スペシャル』で『林家三平のテツタビ〜○○線ひとめぐり〜』が放送されていたこともあり、所によっては後日放送となったり、また放送自体がなかったりということがある。実際、第3回の放送が行われた当日の編成は以下のようであった。
19:30開始
- 長崎：ながさきヒート「美容師・藤田つたえ 命のかつらをつくる」
- 熊本：くまもとの風「玄海発見伝〜日本舞踊家・伯龍さん」
- 沖縄：きんくる 〜沖縄金曜クルーズ〜「危機脱出なるか? 沖縄観光」
- その他九州：九州沖縄インサイド「地域医療は守れるか」

20:00開始
- 北九州：キタキューモード
- その他大半の九州エリア：九州沖縄スペシャル『（武田鉄矢の）ただいま!』「森口博子“森口スマイル”を育てたふるさとへ〜福岡県・福岡市〜」

2010年の第6回については関西では同時放送されず、和歌山県が舞台となったことから週遅れ放送で対応したものの（このため『難問解決!ご近所の底力』最終回スペシャルは同時ネットされず）、九州では以下のように差し替えとなった（別の日時にも放送されず）。
19:30開始
- 長崎：長崎の、これから「どうする 離島振興」（20:43まで）
- 熊本：くまもとの風「くまもと大好き!スペシャル」
- 沖縄：きんくる 〜沖縄金曜クルーズ〜「学生たちが“感じた”琉球使節2000キロの旅」
- その他九州：九州沖縄インサイド「“都会の家族”を呼び込め〜離島の移住促進作戦〜」

20:00開始
- 北九州：キタキューモード「まちうた大集合・後編」
- その他長崎以外の九州沖縄：九州沖縄スペシャル『林家三平のテツタビ』「〜日豊本線・鹿児島発ひとめぐり〜」

また中国地方でも、広島東洋カープ関連の番組のため、放送されていない。なお、第6回の再放送は2010年5月2日16:15から、本放送のなかった地域を含め全国放送された。
2011年の第11回は木曜日の放送だったが、北海道では当初9月2日金曜日に放送する予定だった『北海道中ひざくりげ』25周年記念スペシャルに差し替えられた。これは『NHKニュース7』の放送時間延長で放送日時変更が生じたものであり、当初の予定では北海道地方でも本番組が放送されることになっていた（10月2日未明の再放送が初回放送）。
2012年の第12回はお正月特番として放送したが、中部地方では毎年恒例のNHKナゴヤニューイヤーコンサート（金とくのお正月スペシャル扱いだが2000年代前半まではNHK Eテレにて全国放送された）の模様を放送と近畿地方では同時放送されなかったが、翌2012年1月7日10:05から、再放送として全国放送された。